# Хьюз, Куинн
Куинтон «Куинн» Хьюз (англ. Quinton Hughes; род. 14 октября 1999, Орландо, Флорида) — американский хоккеист, защитник и капитан клуба НХЛ «Ванкувер Кэнакс».

## Карьера
На драфте НХЛ 2018 года Хьюз был выбран в 1-м раунде под общим 7-м номером клубом «Ванкувер Кэнакс». 10 марта 2019 года он подписал трёхлетний контракт новичка с «Кэнакс». Дебют Куинна в НХЛ состоялся 28 марта 2019 года в матче против «Лос-Анджелес Кингз», в этом матче он играл в паре с защитником Люком Шенном. В этом же матче он набрал своё первое очко в карьере НХЛ, отдав голевую передачу на нападающего Брока Бесера.
Перед началом сезона 2019/20 Хьюз посещал тренировочный лагерь «Кэнакс». По итогам лагеря он начал сезон в основной команде и наигрывался в первой бригаде большинства с нападающими Броком Бесером и Джей Ти Миллером. В матче открытия сезона 2019/20 Куинн забил свой первый гол в карьере НХЛ в ворота «Лос-Анджелес Кингз» при игре в большинстве. Он стал самым молодым защитником в истории франшизы забившим гол, со времён Жана-Жака Дайно. Также Хьюз стал четвёртым игроком в истории франшизы, который набрал 14 и более очков к 20-й игре. 21 ноября 2019 года он набрал 3 очка в матче против «Нэшвилл Предаторз» — это позволило ему стать первым новичком-защитником в истории НХЛ, который набрал 3 и более очка в 3 играх. Благодаря выдающейся игре в своём первом сезоне Куинн был номинирован на голосование «Last Men In», победитель которого принимает участие в матче всех звёзд НХЛ, а 11 января было объявлено, что он стал победителем этого голосования. На матче всех звёзд он принял участие в соревновании самых быстрых хоккеистов и финишировал в забеге со временем 14.263 секунды. На следующий день Хьюз стал вторым в истории новичком-защитником забившим шайбу на матче звёзд НХЛ, удостоившись похвалы от Уэйна Гретцки. Также Куинн был признан лучшим новичком НХЛ в феврале.
В сезоне 2020/21 набрал 41 очко (3+38) в 56 матчах. В сезоне 2021/22 набрал 68 очков (8+60) в 76 матчах.
В сезоне 2022/23 набрал 76 очков (7+69) в 78 матчах при показателе полезности +15. Хьюз занял 8-е место по передачам среди всех игроков НХЛ и второе среди защитников после Эрика Карлссона (76).
2 ноября 2023 года набрал 5 очков (1+4) в игре против «Сан-Хосе Шаркс» (10:1). 6 ноября набрал 4 очка (1+3) в игре против «Эдмонтон Ойлерз» (6:2). 23 декабря забросил шайбу в ворота «Сан-Хосе Шаркс» (7:4) и впервые в карьере добрался до отметки в 10 шайб за сезон НХЛ. В сезоне 2023/24 набрал 92 очка (17+75) в 82 матчах и стал самым результативным защитником НХЛ. Также Хьюз занял 4-е место по передачам среди всех игроков.

## Личная жизнь
Куинн из хоккейной семьи. Его отец, Джим Хьюз, является бывшим хоккеистом и капитаном команды колледжа Провиденса, помощником тренера «Бостон Брюинз» и директором по развитию игроков «Торонто Мейпл Лифс». Его мать, Эллен Вайнберг-Хьюз играла в хоккей, лакросс и футбол в Университете Нью-Гэмпшира. Также она играла за сборную США по хоккею и выиграла серебряную медаль чемпионата мира 1992 года. У Хьюза есть 2 младших брата, Джек и Люк, которые также являются профессиональными хоккеистами. Джек был выбран под общим 1-м номером на драфте НХЛ 2019 года, а Люк под 4-м в 2021 году. Оба являются игроками «Нью-Джерси Девилз».

## Награды
| Награда             | Год  |
| ------------------- | ---- |
| НХЛ                 |      |
| Джеймс Норрис Трофи | 2024 |